# Шеръёль (приток Велью)
Шеръёль — река в России, протекает по Сосногорскому району Республики Коми. Устье реки находится в 117 км по правому берегу реки Велью. Длина реки составляет 11 км.
Исток реки в болотах в 30 км к северо-востоку от посёлка Нижний Одес. Река в верхнем течении течёт на северо-восток, в нижнем течении поворачивает на юго-восток. Всё течение проходит по заболоченному таёжному лесу.

## Данные водного реестра
По данным государственного водного реестра России относится к Двинско-Печорскому бассейновому округу, водохозяйственный участок реки — Печора от истока до водомерного поста у посёлка Шердино, речной подбассейн реки — Бассейны притоков Печоры до впадения Усы. Речной бассейн реки — Печора.
Код объекта в государственном водном реестре — 03050100112103000060467.